# Johann von Muck
Johann von Muck (* im 19. Jahrhundert; † im 19. Jahrhundert) war ein österreichischer Jurist und Politiker.
Von Muck studierte Rechtswissenschaften an der Universität Wien und wurde Landesgerichtsverwalter in Schwadorf a.d. Fischa.
In der Märzrevolution war er seit März 1848 Mitglied der Akademischen Legion in Wien. Vom 18. Mai 1848 bis zum 5. Oktober 1848 vertrat er den Wahlkreis 19. Österreich unter der Enns (Bruck a.d. Leitha) in der Frankfurter Nationalversammlung. Im Parlament blieb er fraktionslos und stimmte überwiegend mit dem Rechten Zentrum. Sein Nachfolger wurde Valentin Ritter von Streffleur.